# مسجد محبت خان
مسجد محبت خان (بالأردية: مہابت خان مسجد) هو مسجد يعود بنائه إلى القرن السابع عشر الميلادي في بيشاور الواقعة في خيبر بختونخوا شمال باكستان.

## الاسم
من اسم المسجد محبت خان، فقد سمي المسجد باسم الحاكم المغولي في بيشاور نواب محبة خان، الذي خدم في عهد سلاطين مغول الهند شاه جيهان وأورنجزيب، والذي كان حفيد نواب دادان خان حاكم لاهور السابق، وغالبا ما يلفظ اسم المسجد بموحبة خان من قبل غالبية العامة بدلا من النطق الصحيح محبة خان .

## البناء
تم بناء المسجد في عام 1630، لدى المسجد ساحة مفتوحة وبركة وضوء في موقع مركزي منه، ويحتوي أيضا على صف واحد من الغرف تقع ملاصقة للجدران الخارجية من المسجد، قاعة الصلاة يحيط بها مئذنتان طويلتين تحتل الجانب الغربي، ووفقا لمعجم التحول من بين القرون لباختونخوا فكثيرا ما كانت تستخدم المآذن في أوقات السيخ كبديل لحبل المشنقة .

## معرض

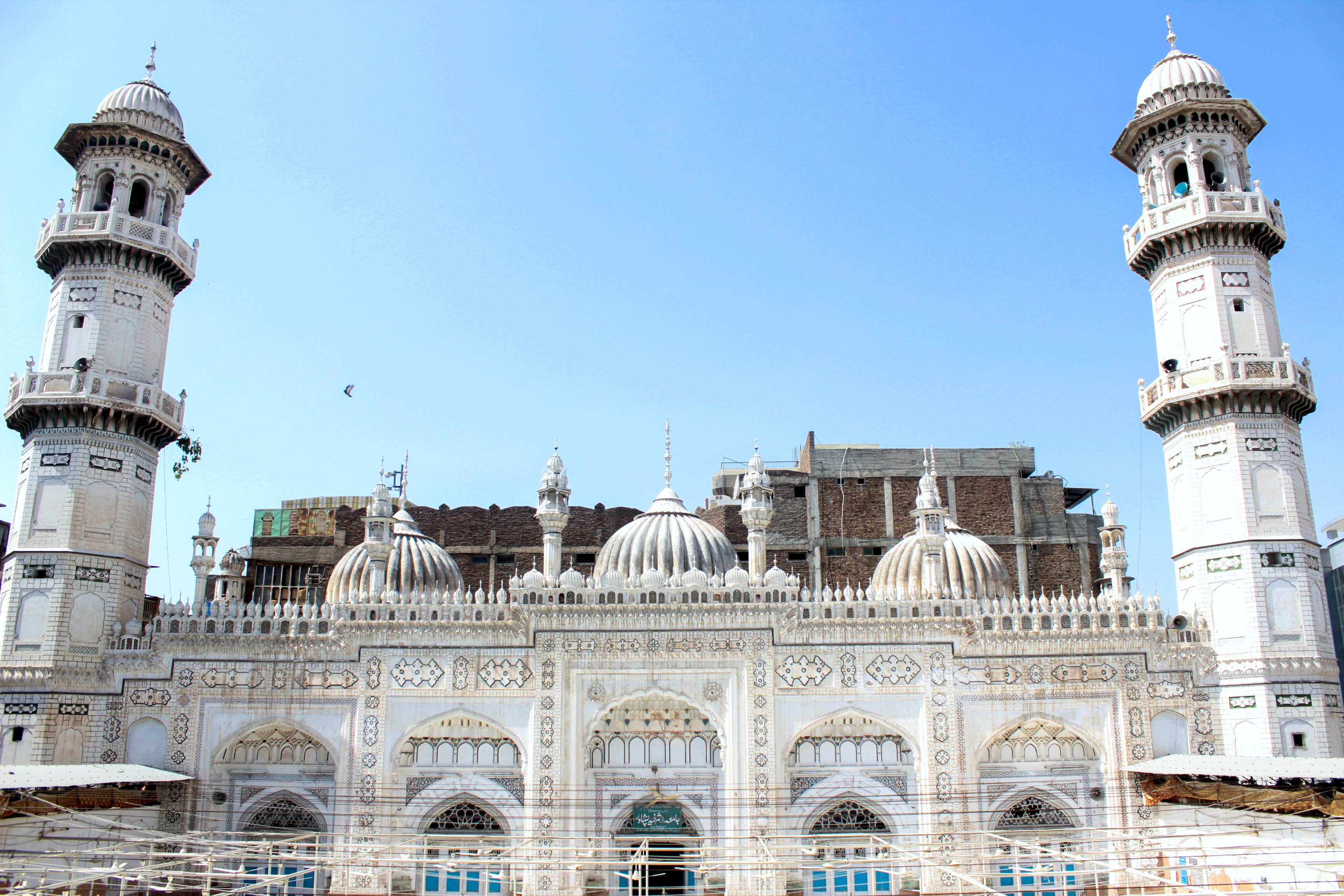
المظهر الخارجي للمسجد تم عمله من الرخام الأبيض.
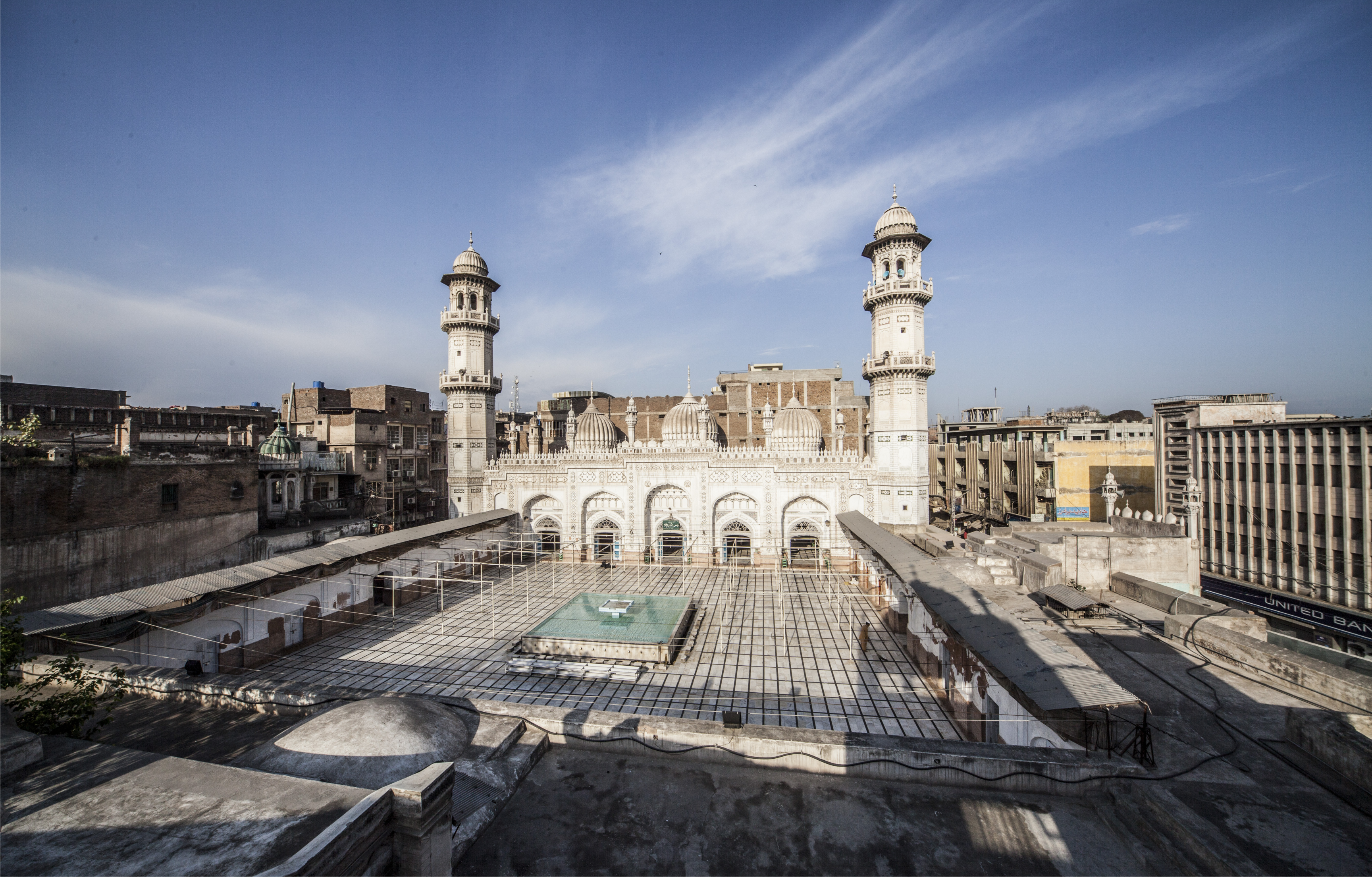
منظر عام للمسجد.
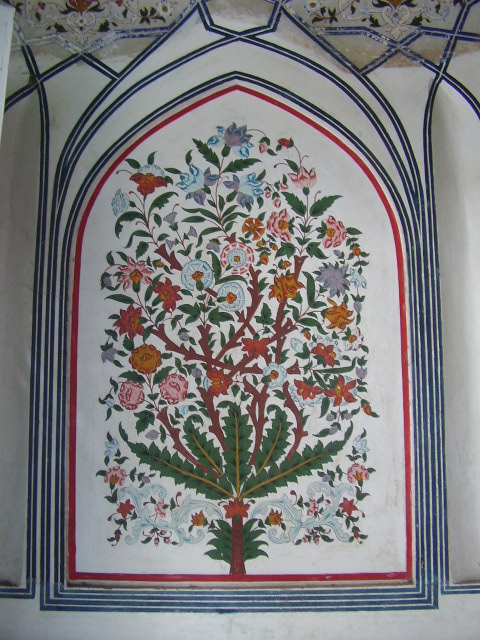
المظهر الداخلي للمسجد مزين باللوحات الجدارية لمغول الهند.
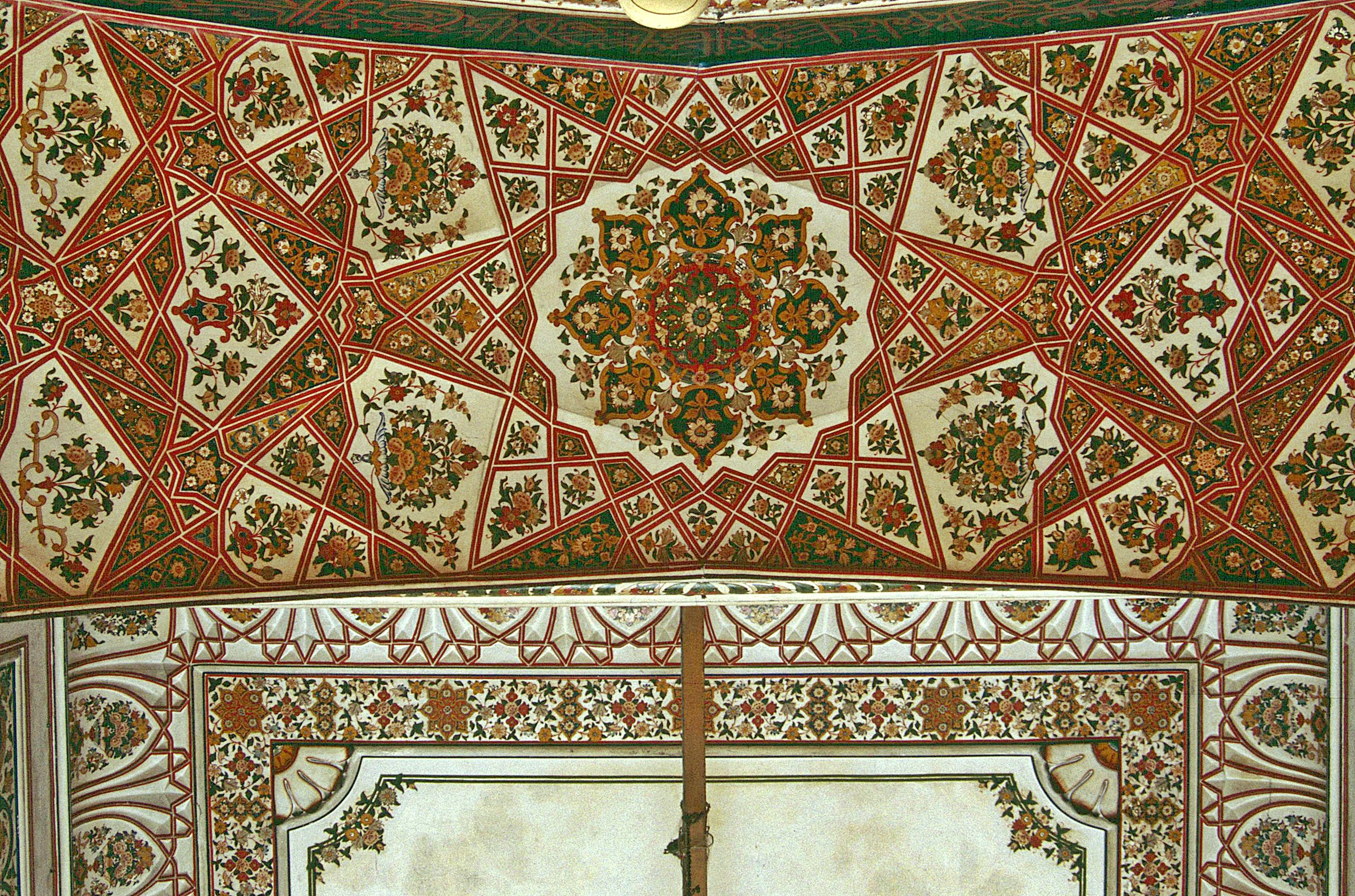
تم تزيين سقف المسجد بلوحات جدارية حمراء أنيقة في أشكال هندسية وزخارف نباتية.
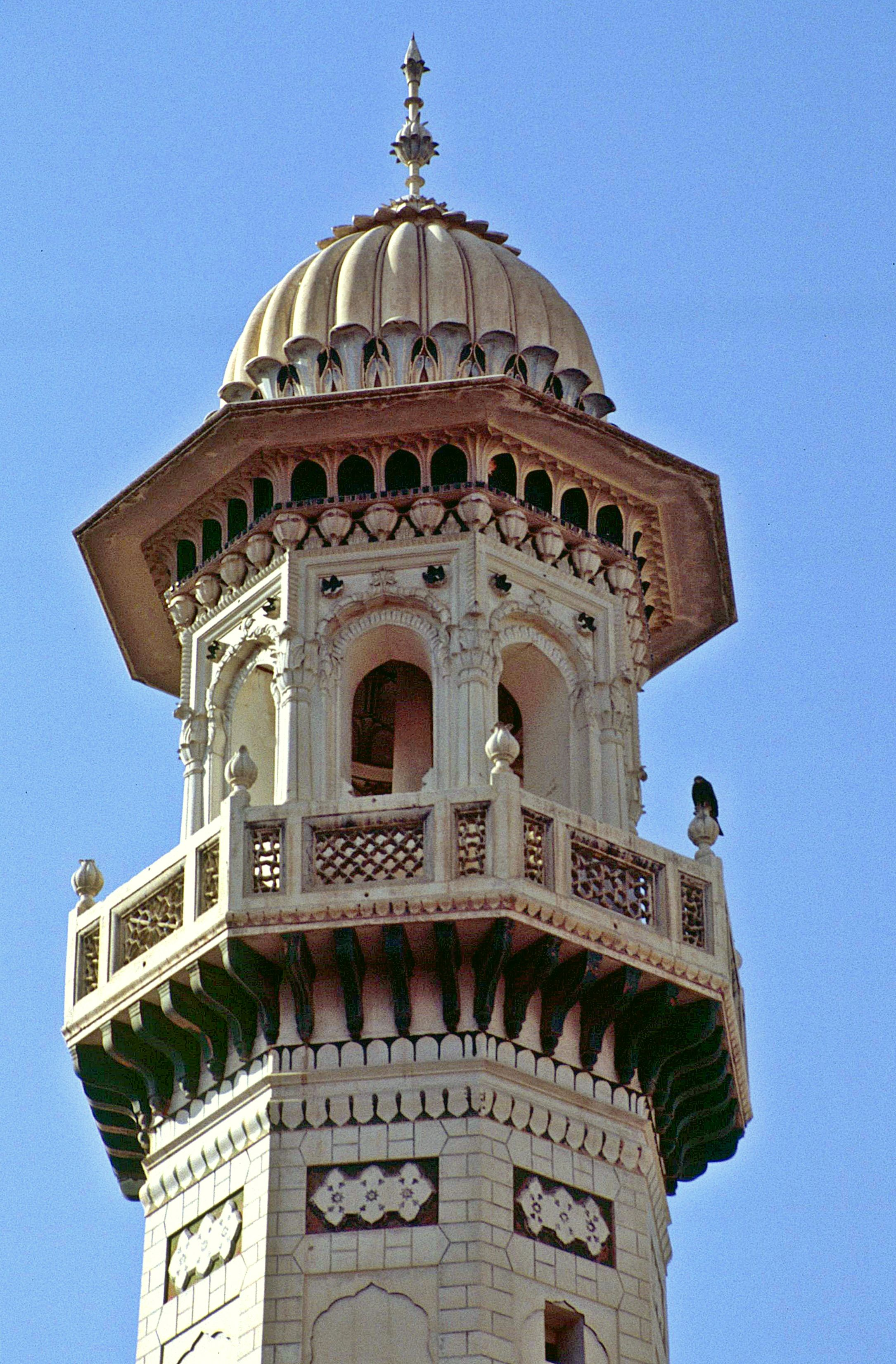
المئذنة

## وصلات خارجية
- موقع المسجد
- صور المسجد